# 올림픽 야구 경기장 목록

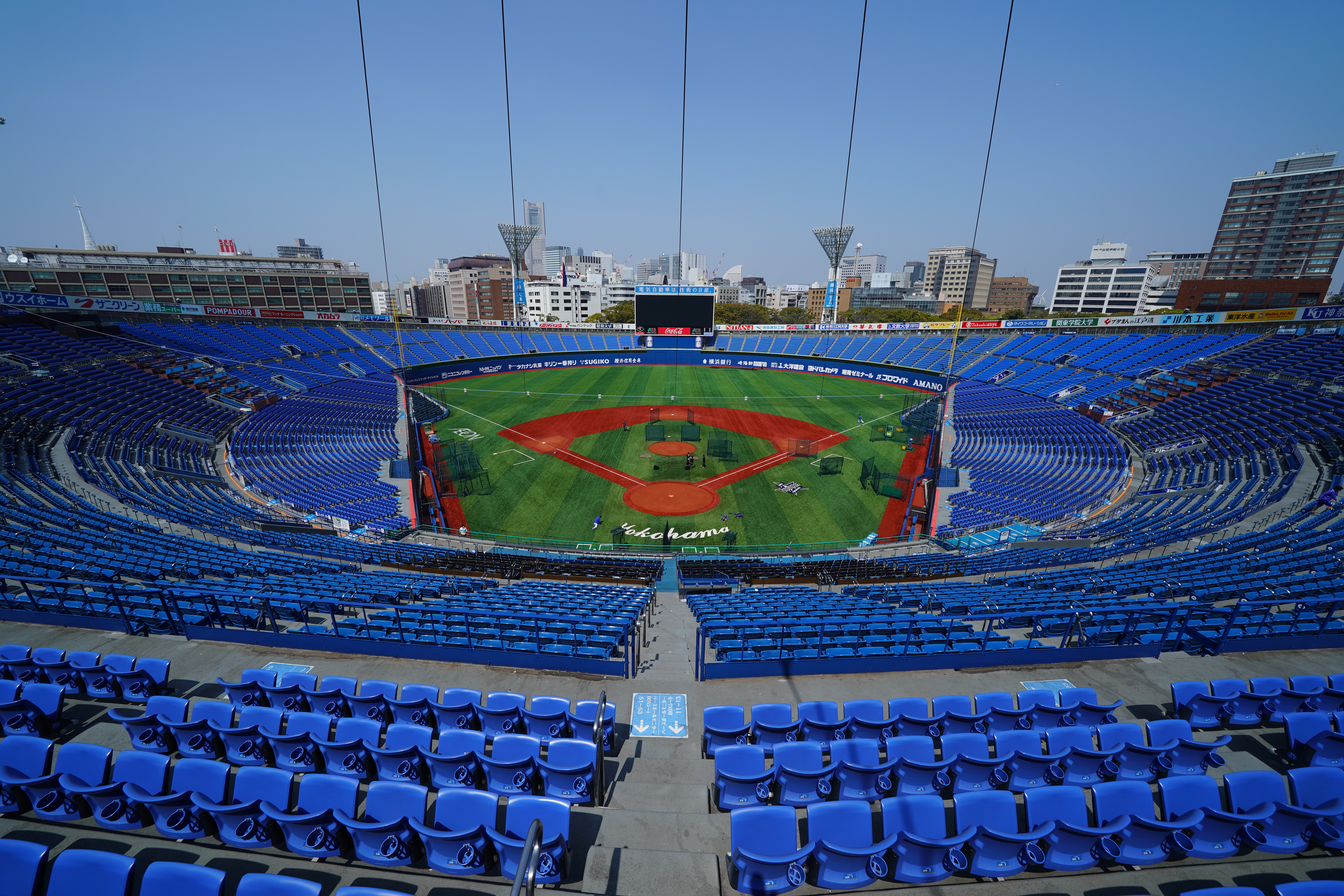
2020년 하계 올림픽 야구 경기가 열렸던 요코하마 스타디움

야구는 2020년 하계 올림픽에 포함된 종목이다. 1912년, 1936년, 1952년, 1956년, 1964년, 1984년, 1988년 총7번 시범 종목이였고 이는 올림픽 역대 최다 시범종목이다. 이후 1986년 10월 13일 국제 올림픽 위원회(IOC)는 1992년 하계 올림픽부터 야구를 정식 종목으로 채택하였다. 2008년 하계 올림픽까지 정식종목으로 진행하였으며 이후 올림픽 종목에서 제외되었다.
정식 종목 제외에 여러 가지 이유 중 야구 경기장 건설 및 유지보수에 드는 비용이 있었다. 실제로 2008년 하계 올림픽 야구 경기장인 우커쑹 야구장의 경우 건설 비용을 최소화 하기 위해 임시 관중석을 설치하였으며, 화장실 또한 간이화장실을 이용해야 했다. 올림픽 이후 우커쑹 야구장은 철거 후 현재 쇼핑몰이 들어와있다.
개최국이 일부 종목을 선택할 수 있는 개정안에 따라 일본 측의 요청으로 2020년 하계 올림픽에 복귀하였다 2020년 하계 올림픽 야구 경기장으로는 도쿄 인근의 요코하마 스타디움에서 대부분의 경기가 진행이 되었으며 후쿠시마시에 있는 후쿠시마 아즈마 경기장에서 1경기를 진행하였다. 후쿠시마 아즈마 경기장의 경우 방사능 오염 흙 무더기가 근처에 있어 논란이 되었다.
| 올림픽          | 경기장                                                                           | 같은 경기장을 이용한 종목            | 수용인원                             | 주석                                 |
| --------------- | -------------------------------------------------------------------------------- | ------------------------------------ | ------------------------------------ | ------------------------------------ |
| 1992 바르셀로나 | 캄프 뮈니시팔 데 베이스볼 데 빌라데칸스 로스피딸레 데 리오버싯 베이스볼 스타디움 | -                                    | 4,000 7,000                          | [ 9 ]                                |
| 1996 애틀랜타   | 애틀랜타-풀턴 카운티 스타디움                                                    | -                                    | 52,007                               | [ 10 ]                               |
| 2000 시드니     | 시드니 쇼그라운드 블랙타운 베이스볼 스타디움                                     | -                                    | 21,500 3,000                         | [ 11 ]                               |
| 2004 아테네     | 헬리니코 올림픽 야구장                                                           | -                                    | 8,700                                | [ 12 ]                               |
| 2008 베이징     | 베이징 우커쑹 스포츠센터 야구장                                                  | -                                    | 15,000                               | [ 13 ]                               |
| 2012–2016       | 올림픽에서 이 경기가 진행되지 않았다                                             | 올림픽에서 이 경기가 진행되지 않았다 | 올림픽에서 이 경기가 진행되지 않았다 | 올림픽에서 이 경기가 진행되지 않았다 |
| 2020 도쿄       | 요코하마 스타디움 후쿠시마 아즈마 경기장                                         | 소프트볼                             | 34,046 30,000                        | [ 14 ]                               |